# The Struggle Everlasting (film 1918)
The Struggle Everlasting è un film muto del 1918 diretto da James Kirkwood. La sceneggiatura di Bennet Musson si basa sull'omonimo lavoro teatrale di Edwin Milton Royle che aveva debuttato a Broadway il 26 settembre 1907.

## Trama
Mente, sotto la forma di uno studente universitario, si infatua di Corpo, una cameriera, trascurando per lei gli studi, senza ascoltare suo fratello Anima che cerca di metterlo sull'avviso e di riportarlo sulla retta via. Alla fine, tuttavia, Mente decide di seguire i consigli di Anima, giungendo così a laurearsi spinto dall'ambizione di diventare un famoso scrittore. Nel frattempo, Anima è diventato un pastore di anima, mentre Corpo abbandona ogni sano principio, diventando invece un'avventuriera.
 
Quattro uomini innamorati cadranno preda del fascino di Corpo: un Campione di pugilato, un Musicista, un Attore e un Banchiere. Lei prima li seduce, facendoli innamorare follemente di lei, poi, una alla volta, li rovina per poi, alla fine, andarsene via, lasciandoli disperati. Un giorno, però, Corpo entra nella chiesa di Anima: lì, la donna si rende conto che la sua è una vita di peccato e che tutto ciò non potrà portarla che all'infelicità. Cercando di liberare Sorella Fragile, una schiava bianca posseduta dalla Cosa Viscida, sparano a Corpo che resta uccisa.

## Produzione
Il film fu prodotto dalla Harry Rapf Productions e High Art Productions Inc. e venne girato negli studi della Biograph nel Bronx.

## Distribuzione
Il copyright del film, richiesto dalla High Art Productions, Inc., fu registrato il 13 aprile 1919 con il numero LP12311.
Distribuito dalla Arrow Film Corporation e presentato da Harry Rapf, il film uscì nelle sale cinematografiche statunitensi nell'aprile 1918.
Non si conoscono copie ancora esistenti della pellicola che viene considerata presumibilmente perduta.